# Bronze
Bronze er en legering der normalt består af 90% kobber og 10% tin. Der tilsættes nogle gange også en anelse bly, da det får den smeltede masse til at flyde bedre ved støbning. Andre kobberlegeringer er gryde- og klokkemalm, gunmetal samt messing. Bronze har givet navn til en arkæologisk tid: Bronzealderen.
Bronze blev brugt til statuer i den antikke verden, til kirkeklokker fra middelalderen og til kanoner i renæssancen. Da bronze er umagnetisk, erstatter det jern på minestrygere. Bly-bronze bruges i "friktionsfri" lejer. Mange skibsskruer er af aluminiumbronze pga. korrosionsbestandigheden.
Nummer tre i de Olympiske Lege og ved andre mesterskaber får bronzemedaljer.
Danske 10- og 20-kronesmønter er fremstillet af det guldlignende aluminiumbronze (92 % kobber, 6 % aluminium og 2 % nikkel), mens 50-øresmønter er af tinbronze (97 % kobber, 2,5 % zink og 0,5 % tin).